# Stephanie Mohr
Stephanie Mohr (* 1972 in Genua) ist eine österreichische Theaterregisseurin.

## Leben
Stephanie Mohr wuchs in Paris und Wien auf und arbeitete von 1991 bis 1995 als Regieassistentin am Wiener Burgtheater. Seither ist sie als freie Regisseurin tätig.
Sie inszeniert am Nationaltheater Mannheim, Schauspiel Frankfurt, Staatstheater Nürnberg, Volkstheater Wien, Schauspielhaus Bochum, Stadttheater Klagenfurt, Staatstheater am Gärtnerplatz in München, Colosseum Theater in Essen, Stadttheater Luzern, Salzburger Landestheater, Vereinigte Bühnen Wien, Theater in der Josefstadt und bei den Bad Hersfelder Festspielen.
In Co-Regie mit Franz Wittenbrink inszenierte Mohr auch an den Münchner Kammerspielen, am Burgtheater Wien und beim Festival d’Aix-en-Provence.
Ihre Mutter war die Künstleragentin Doris Fuhrmann.

## Inszenierungen (Auswahl)
- 2007 Reigen von Arthur Schnitzler am Theater in der Josefstadt, Wien
- 2008 Besuch bei dem Vater von Roland Schimmelpfennig am Theater in der Josefstadt (Österreichische Erstaufführung)
- 2009 Ein Monat auf dem Lande von Iwan Sergejewitsch Turgenew am Theater in der Josefstadt
- 2010 Die Räuber von Friedrich Schiller am Stadttheater Klagenfurt
- 2011 Frühlings Erwachen von Frank Wedekind in den Wiener Kammerspielen
- 2013 Jägerstätter von Felix Mitterer am Theater in der Josefstadt (Uraufführung)[4]
- 2013 Die Unschuld vom Lande in den Wiener Kammerspielen
- 2013 Speed von Zach Helm am Theater in der Josefstadt (deutschsprachige Erstaufführung)
- 2014 Die Entführung aus dem Serail, Staatstheater am Gärtnerplatz, München
- 2014 C'est la vie – Eine Revue von Peter Turrini am Theater in der Josefstadt (Uraufführung)
- 2015 Der Boxer von Felix Mitterer am Theater in der Josefstadt (Uraufführung)
- 2015 Die Geschichte vom Franz Biberkopf mit The Tiger Lillies nach Alfred Döblin am Schauspiel Frankfurt
- 2016 Totes Gebirge von Thomas Arzt am Theater in der Josefstadt (Uraufführung)[5][6]
- 2017 Galápagos von Felix Mitterer am Theater in der Josefstadt (Uraufführung)
- 2017 Sieben Sekunden Ewigkeit von Peter Turrini am Theater in der Josefstadt (Uraufführung)
- 2017 Maria Stuart von Friedrich Schiller am Stadttheater Klagenfurt (Nestroy-Nominierung als beste Bundesländer-Aufführung)
- 2018 Andorra von Max Frisch, Landestheater Linz[7]
- 2018 In der Löwengrube von Felix Mitterer, Theater in der Josefstadt
- 2019 Glaube und Heimat von Karl Schönherr, Theater in der Josefstadt
- 2019 Immer noch Sturm von Peter Handke, Landestheater Linz[8][9]
- 2022: Ein Kind unserer Zeit von Ödön von Horváth, für die Bühne bearbeitet von Stephanie Mohr, Theater in der Josefstadt (Uraufführung)[10][11]
- 2023: Es muss geschieden sein von Peter Turrini, Uraufführung bei den Raimundspielen Gutenstein[12]
- 2023: Der Himbeerpflücker von Fritz Hochwälder in den Wiener Kammerspielen
- 2024: Gottlieb Biedermann und die Brandstifter von Max Frisch im Theater in der Josefstadt[13]

## Auszeichnungen
- 1999 Förderungspreis zur Kainz-Medaille für Messer in Hennen von David Harrower am Volkstheater Wien
- 2000/2001 Karl-Skraup-Preis für hervorragende Nachwuchsleistung für Martin Crimps Angriffe auf Anne
- 2007 Nestroy-Spezialpreis für die Uraufführung von Felix Mitterers Die Weberischen an den Vereinigten Bühnen Wien
- 2012 Nestroypreis in der Kategorie Beste Regie für Woyzeck & The Tiger Lillies nach Georg Büchner Vereinigte Bühnen Wien in Kooperation mit dem MuseumsQuartier